# Pedro Leite Osório
Pedro Leite Osório (Cuiabá, 22 de novembro de 1852 - Rio de Janeiro, 7 de dezembro de 1907) foi um político brasileiro.

## Biografia
Filho do brigadeiro Alexandre José Leite e de Augusta Olímpia de Sousa Osório, foi eleito deputado estadual do Mato Grosso de 1903 a 1906. Exerceu a presidência do estado após o assassinato do presidente Antônio Pais de Barros, assumindo em 08 de julho de 1906 até 15 de agosto de 1907.